# Constante de disociación ácida

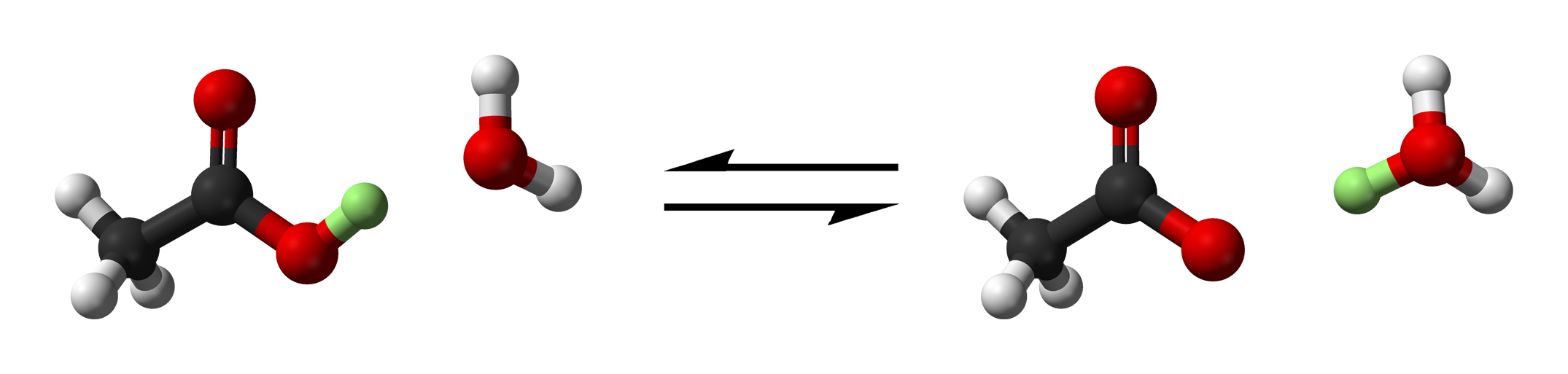
El ácido acético, un ácido débil puede perder un protón (destacado en verde) y donarlo a una molécula de agua, H_{2}O, dando lugar a un anión acetato CH_{3}COO- y creando un catión hidronio H_{3}O^{ }. Esta es una reacción de equilibrio, por lo que el proceso inverso también tiene lugar. Rojo: oxígeno, negro: carbono, blanco: hidrógeno.

Una constante de disociación ácida, Ka, (también conocida como constante de acidez, o constante de ionización ácida)  es la constante de equilibrio de una reacción conocida como disociación en el contexto de las reacciones ácido-base. Además, esta constante sirve como medida relativa de la fuerza de un ácido en disolución. Cuanto mayor es su valor, más fuerte es el ácido.

## Fundamento teórico
El equilibrio puede escribirse simbólicamente como:
{\displaystyle {\ce {HA <=> A- + H+}}}
donde HA es un ácido genérico que se disocia dividiéndose en A-, conocida como base conjugada del ácido, y el ion hidrógeno o protón, H+, que, en el caso de soluciones acuosas, existe como un ion hidronio solvatado. En el ejemplo que se muestra en la figura, HA representa el ácido acético, y A- el ion acetato. Las especies químicas HA, A- y H+ se dice que están en equilibrio cuando sus concentraciones no cambian con el paso del tiempo. La constante de disociación se escribe normalmente como un cociente de las concentraciones de equilibrio (en mol/L), representado por [HA], [A-] y [H+]:
{\displaystyle K_{\mathrm {a} }=\mathrm {\frac {[A^{-}][H^{+}]}{[HA]}} }
Debido a los muchos órdenes de magnitud que pueden abarcar los valores de K a, en la práctica se suele expresar la constante de acidez mediante una expresión logarítmica de la constante de acidez, el pKa, que es igual al -log10, y que también suele ser denominada constante de disociación ácida:
{\displaystyle \ \mathrm {p} K_{\mathrm {a} }=-\log _{10}K_{\mathrm {a} }}
A mayor valor de pKa, la extensión de la disociación es menor. Un valor de cero o inferior implica que la constante de acidez es igual o superior a 1. En estos casos, un ácido no excesivamente concentrado, se encuentra totalmente disociado. Estos ácidos se consideran ácidos fuertes, por definición. Por el contrario, aquellos ácidos que solo se disocian parcialmente, se denominan ácidos débiles. Los ácidos débiles tienen un valor de pKa en un rango comprendido entre 0 y 14 en agua. Sin embargo, bajo determinadas condiciones de dilución, ácidos con pKa entre 0 y 2 pueden llegar a estar totalmente disociados, comportándose como si de un ácido fuerte se tratara, por lo que a menudo se les denomina ácidos moderadamente fuertes o no muy débiles. Los valores de pKa superiores a 14 en agua, solo son teóricos, pues se trata de ácidos tan extremadamente débiles que añadidos a la disolución acuosa no reaccionan con el agua, mostrando esta un pH neutro de 7,0. En general, los valores de pKa inferiores a 0 o superiores a 14 solo pueden ser estimados por medios teóricos o por extrapolación de medidas en medios no acuosos, en los que la constante de disociación es menor, tales como alcoholes, acetonitrilo y dimetilsulfóxido.

## Aspectos generales
La constante de disociación ácida es una consecuencia directa de la termodinámica subyacente a la reacción de disociación de los ácidos, ya que el valor de pKa es directamente proporcional al cambio de energía libre de Gibbs estándar para la reacción. El valor de pKa cambia con la temperatura y se puede entender de forma cualitativa en base al principio de Le Châtelier: cuando la reacción es endotérmica, el valor de pKa disminuye con el aumento de temperatura, lo contrario es cierto para las reacciones exotérmicas. Los factores estructurales subyacentes que influyen en la magnitud de la constante de disociación ácida incluyen las reglas de Pauling para las constantes de acidez, los efectos inductivos, los efectos mesoméricos, y el enlace por puente de hidrógeno.
El comportamiento cuantitativo de los ácidos y bases en solución solo puede ser comprendido si se conocen los valores de pKa. En particular, el pH de una solución se puede predecir cuando se conocen la concentración analítica y los valores de pKa de todos los ácidos y las bases; inversamente, también es posible calcular las concentraciones de equilibrio de los ácidos y sus bases en solución cuando se conoce el pH. Estos cálculos tienen aplicación en diferentes áreas de la química, la biología, la medicina y la geología. Por ejemplo, muchos de los compuestos utilizados para la medicación son ácidos o bases débiles, y el conocimiento de los valores de pKa, junto con el coeficiente de reparto octanol-agua, puede utilizarse para estimar la medida en que el compuesto entra en el torrente sanguíneo.
Las constantes de disociación ácida también son esenciales en química en disolución acuosa y oceanografía química, donde la acidez del agua juega un papel fundamental. En los organismos vivos, la homeostasis ácido-base y la cinética enzimática son dependientes de los valores de pKa de muchos de los ácidos y bases presentes en la célula y en el cuerpo.
En química, es necesario el conocimiento de los valores de pKa para la preparación de soluciones tampón, y también es un requisito previo para la comprensión cuantitativa de la interacción entre los ácidos o las bases y los iones metálicos para formar complejos. Experimentalmente, los valores de pKa pueden determinarse por valoración potenciométrica (pH), pero para valores de pKa menores que aproximadamente 2 o aproximadamente mayores de 11, pueden requerirse medidas espectrofotométricas o de RMN debido a las dificultades prácticas con las medidas de pH.

## Definiciones
De acuerdo con la definición original de Arrhenius, un ácido es una sustancia que se disocia en solución acuosa, liberando el ion hidrógeno H+ (un protón):
{\displaystyle {\ce {HA <=> A- + H+}}}
La constante de equilibrio para esta reacción equilibrio se conoce como constante de disociación. El protón liberado se combina con una molécula de agua para dar un (ion hidronio u oxonio) H3O+, y así más tarde Arrhenius propuso que la disociación se debe escribir como una reacción ácido-base:
{\displaystyle {\ce {HA + H2O <=> A- + H3O+}}}
La teoría ácido-base de Arrhenius de la acidez en medio acuoso fue posteriormente superada por la teoría ácido-base de Brønsted-Lowry, más generalista, ya que considera la reacción ácido-base como una reacción de intercambio de protones, que no tiene por qué producirse, necesariamente en medio acuoso:
ácido + base  base conjugada + ácido conjugado
El ácido pierde un protón, dando lugar a la base conjugada, siendo cedido a la base, dando como resultado el ácido conjugado. Para soluciones acuosas de un ácido HA, la base es el agua, la base conjugada del ácido es A- y el ácido conjugado de la base es el ion hidronio (H3O+). La definición de Brønsted-Lowry se aplica a otros disolventes, como el dimetilsulfóxido: el solvente S actúa como una base, aceptando un protón y formando el ácido conjugado SH+. Por razones de comodidad, en química, es habitual utilizar H+ como una abreviatura del ion hidrógeno solvatado, independientemente del disolvente. En solución acuosa, H+ denota un ion hidronio solvatado en lugar de un protón.
La designación de un ácido o una base como "conjugado" depende del contexto. El ácido conjugado BH+ de una base B se disocia según la ecuación:{\displaystyle {\ce {BH+ + OH- <=> B + H2O}}}
que es la inversa del equilibrio
{\displaystyle {\ce {B + H2O <=> BH+ + OH-}}}
En el que una base reacciona con el agua, que en esta ocasión actúa como ácido, para dar el ácido conjugado (BH+). El ion hidróxido OH−, una base bien conocida, actúa aquí como la base conjugada del ácido agua. Los ácidos y las bases se consideran así simplemente como donadores o aceptores de protones, respectivamente.
El agua es una sustancia anfiprótica, ya que puede reaccionar tanto como un ácido o como una base. Otro ejemplo de molécula anfiprótica (también anfótera) es el ion bicarbonato HCO3- que es la base conjugada del ácido carbónico H2CO3 en el equilibrio:
{\displaystyle {\ce {H2CO3 + H2O <=> HCO3- + H3O+}}}
pero, a su vez, también es el ácido conjugado del ion carbonato CO32- y como tal ácido puede dar la correspondiente reacción de disociación:
{\displaystyle {\ce {HCO3- + H2O <=> CO3^2- + H3O+}}}
El equilibrio del ácido carbónico es importante para la homeostasis ácido-base en el cuerpo humano.
Una definición más amplia de la disociación ácida incluye la hidrólisis, en la que los protones son producidos por la separación de moléculas de agua. Por ejemplo, el ácido bórico (B(OH)3) actúa como un ácido débil, aunque no es un donante de protones, debido a la hidrólisis:
{\displaystyle {\ce {B(OH)3 + 2H2O <=> B(OH)4+ + H3O+}}}
Del mismo modo, la hidrólisis de los iones metálicos produce iones como el [Al(H2O)6]3+ que se comportan como ácidos débiles:
{\displaystyle {\ce {[Al(H2O)6]^3+ + H2O <=> [Al(H2O)5(OH)]^2+ + H3O+}}}

## Constante de equilibrio
Una constante de disociación ácida es un ejemplo particular de una constante de equilibrio. Para el equilibrio específico entre un ácido monoprótico, HA y su base conjugada A- en agua:
{\displaystyle {\ce {HA + H2O <=> A- + H3O+}}}
la constante de equilibrio termodinámica, K puede definirse por:
{\displaystyle K^{\ominus }=\mathrm {\frac {\{A^{-}\}\{H_{3}O^{+}\}}{\{HA\}\{H_{2}O\}}} }
donde {A} es la actividad de la especie química A, etc. K es adimensional ya que la actividad no tiene dimensiones . Las actividades de los productos de disociación están colocados en el numerador, las actividades de los reactivos están colocadas en el denominador. Ver coeficiente de actividad para una deducción de esta expresión.
Puesto que la actividad es el producto de la concentración y el coeficiente de actividad (γ) la definición podría también escribirse como:
{\displaystyle K^{\ominus }=\mathrm {{\frac {[A^{-}][H_{3}O^{+}]}{[HA][H_{2}O]}}\times {\frac {\gamma _{A^{-}}\gamma _{H_{3}O^{+}}}{\gamma _{HA}\gamma _{H_{2}O}}}=\mathrm {\frac {[A^{-}][H_{3}O^{+}]}{[HA][H_{2}O]}} \times \Gamma } }
donde [HA] representa la concentración de HA y Γ es un cociente de coeficientes de actividad.

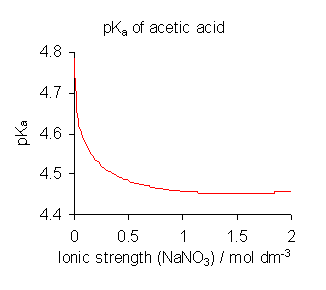
Variación del pK_{a} del ácido acético con la fuerza iónica.

Para evitar las complicaciones que implica el uso de actividades, las constantes de disociación se determinan, cuando es posible, en un medio de alta fuerza iónica, es decir, bajo condiciones en las que Γ se puede suponer que es siempre constante. por ejemplo, el medio puede ser una solución de 0.1 M de nitrato de sodio o 3 M de perclorato de potasio (1 M = 1 mol·dm−3, una unidad de concentración molar). Además, en todos, salvo en las soluciones más concentradas se puede suponer que la concentración de agua, [H2O], es constante, aproximadamente 55 mol·dm−3. Dividiendo K por los términos constantes y escribiendo [H+] para la concentración de hidronio, se obtiene la expresión:
{\displaystyle K_{\mathrm {a} }=\mathrm {\frac {[A^{-}][H^{+}]}{[HA]}} }
Esta es la definición de uso común. pKa se define como -log10Ka.
Nótese, sin embargo, que todos los valores de las constantes de disociación publicados se refieren al medio iónico específico utilizado en su determinación y que se obtienen diferentes valores con distintas condiciones, como se muestra para ácido acético en la ilustración anterior. Cuando las constantes publicadas se refieren a una fuerza iónica que no sea la requerida para una aplicación particular, puede ajustarse mediante la teoría de iones específicos (SIT) y otras teorías.
Aunque Ka parece tener la dimensión de concentración, de hecho, debe ser considerada como adimensional o no sería posible obtener su logaritmo. Sin embargo, no es inusual, sobre todo en textos relativos a equilibrios bioquímicos, ver un valor citado con una dimensión como, por ejemplo, "Ka = 300 M".

### Ácidos monopróticos

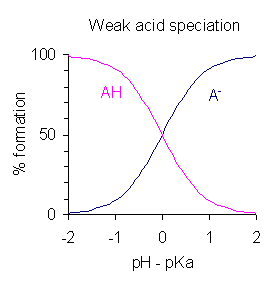
Variación del porcentaje (%) de formación de un ácido monoprótico, AH, y su base conjugada, A^{-}, con la diferencia entre el pH y el pK_{a} del ácido.

Después de modificar la expresión que define Ka tomando logaritmos y poniendo pH =-log 10 [H+] se obtiene:
{\displaystyle \mathrm {pH} =\mathrm {p} K_{\mathrm {a} }+\log \mathrm {\frac {[A^{-}]}{[HA]}} }
Esta es una forma de la ecuación de Henderson-Hasselbalch, de la que pueden obtenerse las siguientes conclusiones:
- A mitad de la neutralización [AH]/[A-] = 1; dado que log (1) = 0, el pH a mitad de la neutralización es numéricamente igual al pKa. Inversamente, cuando el pH = pKa, la concentración de AH es igual a la concentración de A-.
- La región tamponada se extiende sobre el intervalo aproximado pKa ± 2, aunque el tamponamiento es débil fuera del rango de pKa ± 1. Cuando pKa ± 1, entonces [AH]/[A-] = 10 o 1/10.
- Si se conoce el pH, se puede calcular la relación [AH]/[A-]. Esta relación es independiente de la concentración analítica del ácido.

En el agua, los valores medibles de pKa varían en un rango que va desde alrededor de -2 para un ácido fuerte a cerca de 12 para un ácido muy débil (o base fuerte). Todos los ácidos con un valor de pKa menores que -2 están disociados más del 99 % a un pH de 0 (1 M de ácido). Esto se conoce como efecto nivelador del disolvente ya que todos los ácidos parecen estar al mismo nivel de ácidos fuertes, independientemente de sus valores de pKa. Asimismo, todas las bases con un valor de pKa mayor que el límite superior están desprotonadas en más del 99 % para todos los valores posibles de pH y se clasifican como bases fuertes.
Un ejemplo de ácido fuerte es el ácido clorhídrico, HCl que tiene un valor de pKa, estimado a partir de medidas termodinámicas de -9,3 en agua. La concentración de ácido no disociado en una solución 1 mol·dm−3 sería menor del 0.01 % de las concentraciones de los productos de disociación. Se dice que el ácido clorhídrico está completamente disociado en solución acuosa porque la cantidad de ácido no disociado es imperceptible. Cuando se conocen el pKa y la concentración analítica del ácido, se puede calcular fácilmente la extensión de la disociación y el pH de una solución de un ácido monoprótico utilizando una de concentraciones iniciales, cambio y concentraciones en el equilibrio (tabla ICE).
Un tampón de un pH deseado puede prepararse como una mezcla de un ácido débil y su base conjugada. En la práctica, la mezcla puede crearse disolviendo el ácido en agua, y agregando la cantidad necesaria de ácido o base fuerte. El pKa del ácido debe ser inferior a dos unidades de diferencia del pH de destino.

### Ácidos polipróticos

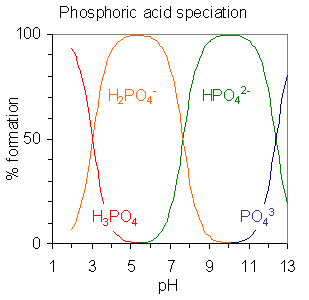
Porcentaje de formación de especies en función del pH.

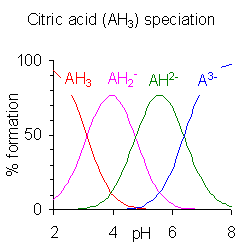
Porcentaje de formación de especies calculada con el programa HySS para una solución 10 milimolar de ácido cítrico. pK_{a1}=3.13, pK_{a2} = 4.76, pK_{a3}=6.40.

Los ácidos polipróticos son ácidos que pueden perder más de un protón. La constante de disociación para el primer protón puede indicarse como Ka1 y las constantes de disociación de los sucesivos protones como Ka2, etc. El ácido fosfórico, H3PO4, es un ejemplo de ácido poliprótido que puede perder tres protones.
| equilibrio         | Valor de pKa |
| ------------------ | ------------ |
| H3PO4 H2PO4− + H+  | pKa1 = 2.15  |
| H2PO4− HPO42− + H+ | pKa2 = 7.20  |
| HPO42− PO43− + H+  | pKa3 = 12.37 |
Cuando la diferencia entre valores sucesivos de pK es de alrededor de cuatro o más unidades, como en este ejemplo, cada especie puede considerarse como un ácido por derecho propio. De hecho, las sales de H2PO4− pueden cristalizarse de una solución ajustando el pH alrededor de 5.5 y las sales de HPO42− pueden cristalizarse de la solución ajustando el pH alrededor de 10. El diagrama de distribución de especies muestra que las concentraciones de los dos iones son máximas a pH 5.5 y 10.
Cuando la diferencia entre valores sucesivos de pKa es menor que aproximadamente cuatro unidades, hay superposición entre el rango de pH de existencia de las especies en equilibrio. A menor diferencia, mayor solapamiento. El caso del ácido cítrico se muestra a la derecha; las soluciones de ácido cítrico están tamponadas en el rango completo de pH de 2,5 a 7,5.
En general, es cierto que los sucesivos valores de pK aumentan (Primera regla de Pauling). Por ejemplo, para un ácido diprótico genérico, H2A, los dos equilibrios son:
{\displaystyle {\ce {H2A <=> HA- + H+}}}
{\displaystyle {\ce {HA- <=> A^2- + H+}}}
se puede observar que el segundo protón se retira de una especie cargada negativamente. Dado que el protón tiene una carga positiva se necesita un trabajo extra para arrancarlo; esta es la causa de la tendencia señalada anteriormente. Los (anteriores) valores para el ácido fosfórico ilustran esta regla, al igual que los valores del ácido vanádico, H3VO4. Cuando se encuentra una excepción a la regla indica que está ocurriendo un cambio importante en la estructura. En el caso de VO2+ (aq), el vanadio tiene geometría molecular octaédrica, (número de coordinación 6), mientras que el ácido vanádico tiene geometría molecular tetraédrica, (número de coordinación 4). Esta es la explicación de porqué pKa1 > pKa2 para los oxoácidos de vanadio (V).
| equilibrio                     | Valor de pKa |
| ------------------------------ | ------------ |
| [VO2(H2O)4]+ H3VO4 + H+ + 2H2O | pKa1 = 4.2   |
| H3VO4 H2VO4− + H+              | pKa2 = 2.60  |
| H2VO4− HVO42− + H+             | pKa3 = 7.92  |
| HVO42− VO43− + H+              | pKa4 = 13.27 |

### Autoionización o autoprotólisis del agua
El agua es una sustancia anfiprótica, es decir, tiene propiedades tanto ácidas como básicas, pudiendo reaccionar consigo misma. 
{\displaystyle {\ce {H2O + H2O <=> OH- + H3O+}}}
Una de las moléculas de agua actúa como donante de protones (ácido) y la otra como receptora (base).La constante de equilibrio para esta reacción dada por:
{\displaystyle K_{\mathrm {a} }=\mathrm {\frac {[H_{3}O^{+}][OH^{-}]}{[H_{2}O]^{2}}} }
Por convenio, la actividad del disolvente, el agua, se considera constante e igual a uno, por lo que eliminada de la expresión anterior queda:  
{\displaystyle K_{\mathrm {w} }=[\mathrm {H_{3}O} ^{+}][\mathrm {OH} ^{-}]\,}
Se trata pues, de un caso especial de constante de disociación ácida, por lo que a la K de constante de equilibrio se la acompaña de w de agua (en inglés). El valor de Kw en condiciones estándar es 1.0×10−14  y se conoce con el nombre de constante de autoionización  o autoprotólisis del agua, Kw. 

### Bases
Históricamente, la constante de equilibrio Kb para una base se ha definido como la constante de asociación para la protonación de la base, B, a la forma ácida conjugada, HB+. Normalmente se obtiene a partir del valor de Ka.
{\displaystyle {\ce {B + H2O <=> BH+ + OH-}}}
Utilizando un razonamiento similar al usado anteriormente para los ácidos, se puede definir una constante de equilibrio, que también puede ser expresada utilizando la notación logarítmica p:
{\displaystyle K_{\mathrm {b} }=\mathrm {\frac {[HB^{+}][OH^{-}]}{[B]}} }
{\displaystyle \ \mathrm {p} K_{\mathrm {b} }=-\log _{10}K_{\mathrm {b} }}
En agua, la concentración del ion hidróxido, [OH−], se relaciona con la concentración del ion hidrógeno mediante Kw = [H+] [OH−], por tanto:
{\displaystyle \mathrm {[OH^{-}]} ={\frac {K_{\mathrm {w} }}{\mathrm {[H^{+}]} }}}
La sustitución de la expresión de [OH−] en la expresión de Kb da:
{\displaystyle K_{\mathrm {b} }={\frac {[\mathrm {HB^{+}} ]K_{\mathrm {w} }}{\mathrm {[B][H^{+}]} }}={\frac {K_{\mathrm {w} }}{K_{\mathrm {a} }}}}
Cuando Ka, Kb y Kw se determinan en las mismas condiciones de temperatura y fuerza iónica, se sigue, tomando logaritmos  y cambiando de signo, la expresión matemática anterior se convierte en:
{\displaystyle pK_{w}=pK_{a}+pK_{b}}
Por lo que, en solución acuosa a 25 °C, considerando que pKw es 13.9965,
{\displaystyle pK_{b}\approx 14-pK_{a}}
Por lo que no hay necesidad de definir pKb de forma separada de pKa, pero se hace aquí porque los valores de pKb pueden encontrarse en la literatura antigua.

### Dependencia de la temperatura
Todas las constantes de equilibrio varían con la temperatura de acuerdo con la ecuación de van't Hoff
{\displaystyle {\frac {\operatorname {d} \ln K}{\operatorname {d} T}}={\frac {{\Delta H}^{\ominus }}{RT^{2}}}}
R es la Constante universal de los gases ideales y T es la temperatura absoluta . Así, para las reacciones exotérmicas, (el cambio de entalpía estándar, ΔH, es negativo) K disminuye con la temperatura, pero para las reacciones endotérmicas (ΔH es positivo) K aumenta con la temperatura.

## Acidez en soluciones no acuosas

### Clasificación de los disolventes
Un disolvente es una sustancia que permite la dispersión de otra en su seno. De acuerdo con su polaridad los disolventes se pueden clasificar como:
1. Polares. Son sustancias en cuyas moléculas la distribución de la nube electrónica es asimétrica; por lo tanto, la molécula presenta un polo positivo y otro negativo separados por una cierta distancia, por lo que hay un dipolo permanente. El agua es el ejemplo clásico de un disolvente polar. Los disolventes polares se pueden subdividir en:
- Próticos. Contienen un enlace del O-H o del N-H. Ejemplos: Agua (H-O-H), etanol (CH3-CH2-OH) y ácido acético (CH3-COOH) son disolventes polares próticos.
- Apróticos. Este tipo de disolvente no dan ni aceptan protones. La acetona (CH3-CO-CH3), el acetonitrilo, la dimetilformamida o el THF (Tetrahidrofurano) son disolventes polares

2. Disolventes apolares. En general son sustancias de tipo orgánico, en cuyas moléculas la distribución de la nube electrónica es simétrica; por lo que carecen de dipolos permanentes. Dependiendo de la geometría de sus moléculas, si los momentos dipolares individuales de sus enlaces están compensados, la molécula será, en conjunto, apolar. Algunos disolventes de este tipo son: el éter etílico, benceno, tolueno, xileno, cetonas, hexano, ciclohexano y el tetracloruro de carbono.

### Sistema de disolvente
La definición de sistema de disolvente aplica a cualquier  disolvente que se pueda disociar en un anión y un catión (autodisociación), donde el catión resultante es el ácido y el anión es la base. En agua, la autoionización corresponde a la transferencia de un protón de una molécula de disolvente a otra, siendo un ejemplo de comportamiento anfótero:
{\displaystyle {\ce {2H2O <=> H3O+ + OH-}}}
Donde el catión H3O+ es el ácido y  el anión -OH es la base.
Mientras que en NH3 líquido, la transferencia de protones lleva a la formación de [NH4]+, por lo que en una disolución de amoniaco líquido, un ácido puede describirse como una sustancia que produce iones [NH4]+, mientras que una base produce iones [NH2]-
{\displaystyle {\ce {2NH3 <=> NH4+ + NH2-}}}
De forma general en un disolvente autodisociado: 
- Un ácido es una sustancia que aumenta la concentración del catión característico del disolvente
- Una base es una sustancia que aumenta la concentración del el anión característico del disolvente.

El tamaño de la escala de pH está condiciona por el índice de la constante de autoprotólisis (pKs), la cual es una medida del disolvente para generar in-situm la partícula ácida (catión) y la partícula básica (anión)  del disolvente.
Propiedades de  algunos disolventes próticos
| Disolvente            | Ácida (catión) | Base (anión) | pKs   | Punto de ebullición (°C) |
| --------------------- | -------------- | ------------ | ----- | ------------------------ |
| H2O Agua              | H3O+           | -OH          | 14    | 100                      |
| CH3OH Metanol         | CH3OH2+        | CH3O-        | 19.52 | 64.7                     |
| NH3 Amoniaco          | NH4+           | NH2-         | 27.7  | -33.4                    |
| CH3COOH Ácido acético | CH3COOH2+      | CH3COO-      | 10    | 118.2                    |
| CH3CN Acetonitrilo    | CH3CNH+        | CH3CN-       | 28.6  | 81                       |

### Fuerza relativa de ácidos y bases
La fuerza relativa de los ácidos y las bases se mide en función de la cuantitatividad con la que reaccionan con el disolvente en el que se encuentran. En disolución acuosa la fuerza de un ácido, HA, depende de la capacidad relativa para ceder protones de HA y de H3O+.
{\displaystyle {\ce {HA + H2O <=> A- + H3O+}}}
De forma análoga, la fuerza de una base B, en disolución acuosa depende de la capacidad relativa para aceptar protones de B y  -OH
{\displaystyle {\ce {B + H2O <=> BH+ + OH-}}}
Los valores de Ka (o Kb) se refieren por lo general a la ionización de ácidos en disolución acuosa y, al decir que “HCl es un ácido fuerte”, se entiende que es en medio acuosos. Sin embargo, si HCl se disuelve en ácido acético (un disolvente más ácido que el agua), su ionización es mucho menor que en agua y por lo que el HCl se comporta como un ácido débil en este disolvente.

### Cálculo del pH en disolución en disolventes análogos al H2O[19]
| Tipo de sustancia | Ecuación                                                                            |
| ----------------- | ----------------------------------------------------------------------------------- |
| Ácido fuerte      | {\displaystyle \mathrm {pH} =-\log c_{0}}                                           |
| Ácido débil       | {\displaystyle \mathrm {pH} ={\tfrac {1}{2}}(\mathrm {p} K_{\rm {a}}-\log c_{0})}   |
| Par conjugado     | {\displaystyle \mathrm {pH} =\mathrm {p} K_{\rm {a}}+\log(c_{\rm {a}}/c_{\rm {b}})} |
| Base fuerte       | {\displaystyle \mathrm {pH} =14+\log c_{0}}                                         |
| Base débil        | {\displaystyle \mathrm {pH} =7+{\tfrac {1}{2}}(\mathrm {p} K_{\rm {a}}+\log c_{0})} |

En las ecuaciones anteriores, c0 es la concentración formal o analítica, ca la concentración de ácido y cb la concentración de base.
Los disolventes no acuosos que son buenos aceptores de protones (disolventes más básicos que el agua, por ejemplo, NH3), favorecen que los ácidos se ionicen en ellos; de tal forma que en un disolvente básico, todos los ácidos son fuertes; por lo que se dice que el disolvente presenta un efecto nivelador sobre el ácido ya que la fuerza del ácido disuelto no puede exceder a la del disolvente protonado. Por ejemplo, en disolución acuosa, no puede existir ninguna especie ácida que sea un ácido más fuerte que [H3O]+. En disolventes ácidos, como  CH3CO2H, H2SO4, se facilita la ionización de las bases; y por consiguiente la mayoría de los ácidos son relativamente débiles en estas condiciones y algunos inclusive se ionizan como bases.
Un disolvente es más probable que promueva la ionización de una molécula ácida disuelta en las siguientes circunstancias.
1. Si es un disolvente prótico, capaz de formar enlaces de hidrógeno.
2. Si tiene un alto número donador, por lo que es una base de Lewis fuerte.
3. Si tiene una alta constante dieléctrica (permitividad relativa), por lo que es un buen disolvente de especies iónicas.

Los valores de pKa de los compuestos orgánicos a menudo se obtienen utilizando disolventes apróticos dimetilsulfóxido (DMSO) y acetonitrilo (ACN).
| Disolvente       | Número donador | Constante dieléctrica |
| ---------------- | -------------- | --------------------- |
| Acetonitrilo     | 14             | 37                    |
| Dimetilsulfóxido | 30             | 47                    |
| Agua             | 18             | 78                    |

El DMSO se utiliza ampliamente como una alternativa al agua porque tiene una constante dieléctrica menor que el agua, y es menos polar, disolviendo por ello más fácilmente las sustancias hidrofóbicas no polares. Tiene un rango de pKa medible entre 1 y 30. El acetonitrilo es menos básico que el DMSO, y, por ello, en general, los ácidos son más débiles y las bases más fuertes en este disolvente. Algunos valores de pKa a 25 o C para el acetonitrilo (ACN) y el dimetilsulfóxido (DMSO) se muestran en las siguientes tablas. Los valores para el agua se incluyen a título comparativo.
| HA A− + H+                              | ACN   | DMSO | agua   |
| --------------------------------------- | ----- | ---- | ------ |
| ácido p-Toluenosulfónico                | 8.5   | 0.9  | fuerte |
| 2,4-Dinitrofenol                        | 16.66 | 5.1  | 3.9    |
| Ácido Benzoico                          | 21.51 | 11.1 | 4.2    |
| Ácido Acético                           | 23.51 | 12.6 | 4.756  |
| Fenol                                   | 29.14 | 18.0 | 9.99   |
| BH+ B + H+                              |       |      |        |
| Pirrolidina                             | 19.56 | 10.8 | 11.4   |
| Trietilamina                            | 18.82 | 9.0  | 10.72  |
| 1,8-Bis(dimetilamino)naftaleno{{ \|11}} | 18.62 | 7.5  | 12.1   |
| Piridina                                | 12.53 | 3.4  | 5.2    |
| Anilina                                 | 10.62 | 3.6  | 9.4    |

La ionización de los ácidos es menor en un disolvente acídico que en el agua. Por ejemplo, el cloruro de hidrógeno es un ácido débil cuando se disuelve en ácido acético. Esto se debe a que el ácido acético es una base mucho más débil que el agua.
{\displaystyle {\ce {HCl + CH3COOH <=> Cl- + CH3COOH2+}}}
Error al representar (error de sintaxis): {\displaystyle \ce{Ácido + Base <=>  Base(conjugada) + Ácido(conjugado)  }}

Compare esta reacción con lo que ocurre cuando el ácido acético se disuelve en el disolvente más acídico ácido sulfúrico puro
{\displaystyle {\ce {H2SO4 + CH3COOH <=> HSO4- + CH3COOH2+}}}
La especie poco probable diol geminal diol CH3C(OH)2+ es estable en estos entornos. Para soluciones acuosas la función de acidez más adecuada es la escala de pH. Se han propuesto otras funciones de acidez para medios no acuosos, la más notable es la función de acidez de Hammett, H0, para medios superácidos y su versión modificada H− para medios superbásicos.

Dimerización de un ácido carboxílico.

En disolventes apróticos, se pueden formar oligómeros por enlace de hidrógeno, como el conocido dímero del ácido acético. Un ácido también puede formar enlaces de hidrógeno con su base conjugada. Este proceso, conocido como homoconjugación, tiene el efecto de aumentar la acidez de los ácidos, reduciendo sus valores efectivos de pKa, mediante la estabilización de la base conjugada. La homoconjugación aumenta en un factor de casi 800 el poder donador de protones del ácido toluenosulfónico en una solución de acetonitrilo. En soluciones acuosas, la homoconjugation no se produce, porque el agua forma enlaces de hidrógeno más fuertes a la base conjugada que al ácido.

### Mezcla de disolventes

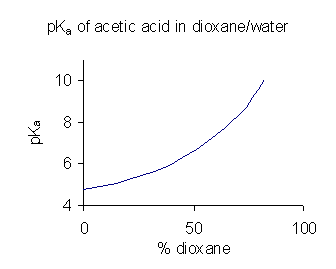
pK_{a} del ácido acético en mezclas dioxano/agua. Datos a C de Pine et al.

Cuando un compuesto tiene una solubilidad limitada en agua es una práctica corriente (en la industria farmacéutica, por ejemplo) determinar los valores de pKa en una mezcla de disolventes tal como agua/dioxano o agua/metanol, en las que el compuesto es más soluble. En el ejemplo que se muestra a la derecha, el valor de pKa aumenta bruscamente con el porcentaje creciente de dioxano al disminuir la constante dieléctrica de la mezcla.
Un valor de pKa obtenido en una mezcla de disolventes no puede utilizarse directamente para soluciones acuosas. La razón de esto es que cuando el disolvente está en su estado estándar su actividad se “define” como la unidad. Por ejemplo, el estado estándar del agua:dioxano 9:1 es precisamente la mezcla disolvente, sin solutos añadidos. Para obtener el valor de pKa para utilizar en disoluciones acuosas tienen que ser extrapolados a una concentración de codisolvente de cero a partir de los valores obtenidos de varias mezclas de codisolvente.
Estos hechos quedan ocultados por la omisión del disolvente en la expresión que se utiliza normalmente para definir el pKa pero los valores de pKa obtenidos en una determinada mezcla de disolventes dada se puede comparar con cualquier otra, dando las fuerzas ácidas relativas. Lo mismo es cierto para los valores de pKa obtenidos en un disolvente no acuoso particular tal como el DMSO.
Hasta el momento actual, no se ha desarrollado una escala de constantes de disociación universal e independiente del disolvente, ya que no se conoce la forma de comparar los estados estándar de dos disolventes diferentes.

## Factores que afectan a los valores de pKa
La segunda regla de Pauling establece que pKa,1 para los ácidos de fórmula XmO(OH)n es aproximadamente independiente de n y X, tal que pKa,1(m = 0) ≈ 8; pKa,1(m = 1) ≈ 2; pKa,1(m = 2) ≈ -3; pKa,1(m = 3) < -10. Esto está relacionado con el estado de oxidación del átomo central X: cuanto mayor sea el estado de oxidación más fuerte es la fuerza del oxoácido. Por ejemplo, el pKa(HClO) = 7,2; pKa(HClO2) = 2,0; pKa(HClO3) = -1 y el HClO4 es un ácido fuerte.

Fumaric acid.

Maleic acid.

esponja de protones

Con los ácidos orgánicos los efectos inductivos y los efecto mesómeros afectan a los valores de pKa. Un ejemplo sencillo es el proporcionado por el efecto de la sustitución de los átomos de hidrógeno en el ácido acético por el átomo más electronegativo de cloro. El efecto de atracción de los electrones de los sustituyentes hace la ionización más fácil, por lo que los sucesivos valores de pKa disminuyen en la serie 4,7, 2,8, 1,3 y 0,7, cuando están presentes 0, 1, 2 o 3 átomos de cloro. La ecuación de Hammett, proporciona una expresión general para el efecto de los sustituyentes.

{\displaystyle \log K_{\rm {a}}=\log K_{0}+\rho \sigma }

Ka es la constante de disociación de un compuesto sustituido, K0 es la constante de disociación cuando el sustituyente es hidrógeno, ρ es una propiedad del compuesto sin sustituir y σ tiene un determinado valor para cada sustituyente. Un gráfico de log Ka frente a σ es una línea recta, con ordenada en el origen log K0 y pendiente ρ. Este es un ejemplo de una relación lineal de energía de Gibbs donde el log Ka es proporcional a la variación de energía de Gibbs estándar. Originalmente Hammett formuló la relación con los datos del ácido benzoico con diferentes sustituyentes en posiciones orto- y para-: algunos valores numéricos están en ecuación de Hammett. Este y otros estudios permiten ordenar los sustituyentes de acuerdo con su poder de atracción de electrones o de repulsión de electrones, y distinguir entre los efectos inductivos y mesómeros.
Los alcoholes normalmente no se comportan como ácidos en agua, pero la presencia de un doble enlace adyacente al grupo OH puede disminuir considerablemente el pKa por el mecanismo de tautomería ceto-enólica. El ácido ascórbico es un ejemplo de este efecto. La dicetona 2,4-pentanodiona (acetilacetona) es también un ácido débil a causa del equilibrio ceto-enólico. En compuestos aromáticos, tales como el fenol, que tienen un sustituyente OH, la conjugación con el anillo aromático en su conjunto aumenta en gran medida la estabilidad de la forma desprotonada.
Los efectos estructurales también pueden ser importantes. La diferencia entre ácido fumárico y ácido maleico es un clásico ejemplo. El ácido fumárico es el ácido (E)-1,4-but-2-enodioico, un isómero trans, mientras que el ácido maleico es el correspondiente isómero cis, es decir, el ácido (Z)-1,4-but-2-enodioico (ver isomería cis-trans). El ácido fumárico tiene valores de pKa de aproximadamente 3.5 y 4.5. Por el contrario, el ácido maleico tiene valores de pKa de aproximadamente 1.5 y 6.5. La razón de esta gran diferencia es que cuando se retira un electrón del isómero cis- (ácido maleico) se forma un fuerte enlace de hidrógeno intramolecular con el cercano grupo carboxilo restante. Esto favorece la formación del maleato-H+, y se opone a la eliminación del segundo protón desde esa especie. En el isómero trans, los dos grupos carboxilos están siempre muy alejados, por lo que no se observa el enlace de hidrógeno.
El 1,8-bis(dimetilamino)naftaleno, tiene un valor de pKa de 12,1. Esta es una de las bases de amina más fuerte conocidas. La alta basicidad se atribuye al alivio de la tensión sobre la protonación y los fuertes enlaces de hidrógeno internos.
También cabe mencionar en esta sección los efectos del disolvente y de la solvatación. Resulta que, estas influencias son más sutiles que las de un medio dieléctrico como el anteriormente mencionado. Por ejemplo, el orden de basicidad esperado para las metilaminas en fase gaseosa (por los efectos electrónicos de los sustituyentes metilo) y observado:
Me3N > Me2NH > MeNH2 > NH3
es modificado por el agua a:
Me2NH > MeNH2 > Me3N > NH3
Las moléculas de metilamina neutras están enlazadas por puentes de hidrógeno a las moléculas de agua principalmente por interacción a través de un receptor, N-HOH, y solo de vez en cuando con más de un enlace donante, NH-OH 2. Por lo tanto, metilaminas se estabilizan casi en la misma medida por hidratación, independientemente del número de grupos metilo. En marcado contraste, los cationes metilamonio correspondientes siempre utilizar 'todos' los protones disponibles para los donantes NH-OH 2 enlaces. La estabilización relativa de los iones de metilamonio, disminuye por tanto con el número de grupos metilo explicando el orden de basicidad en el agua de las metilaminas.

### Termodinámica
Una constante de equilibrio está relacionada con la variación de la energía de Gibbs estándar  de la reacción ΔrG°, así para una constante de disociación ácida:

{\displaystyle \Delta _{\rm {r}}G^{\circ }=-RT\ln K_{\rm {a}}}

R es la constante de los gases y T es la temperatura absoluta. Experimentalmente se puede considerar que ΔrG°(25 °C) ≈ 5,708 pKa (en kJ mol−1). La energía de Gibbs se compone de un término de entalpía y un término de entropía.

{\displaystyle G=H-TS}

Considerando que la reacción tiene lugar en condiciones isotérmicas, la variación de energía de Gibbs estándar se expresará tal que

{\displaystyle \Delta G^{\circ }=\Delta H^{\circ }-T\Delta S^{\circ }}

La variación de entalpía estándar se puede determinar bien por calorimetría o bien utilizando la ecuación de Van't Hoff, aunque el método calorimétrico es preferible. Cuando la variación de entalpía estándar y la constante de disociación ácida sean medidas, la variación de entropía estándar se calcula fácilmente a partir de la ecuación anterior. En la tabla siguiente, los términos de entropía se han calculado a partir de los valores experimentales de pKa y ΔH°. Los datos fueron cuidadosamente seleccionados y referidos a 25 °C y fuerza iónica nula, en agua.
| Compuesto               | Equilibrio     | pKa   | ΔH° /kJ·mol−1 | −TΔS° /kJ·mol−1 |
| ----------------------- | -------------- | ----- | ------------- | --------------- |
| HA = Ácido acético      | HA H+ + A−     | 4.756 | −0.41         | 27.56           |
| H2A+ = GlicinaH+        | H2A+ HA + H+   | 2.351 | 4.00          | 9.419           |
|                         | HA H+ + A−     | 9.78  | 44.20         | 11.6            |
| H2A = Ácido maleico     | H2A HA− + H+   | 1.92  | 1.10          | 9.85            |
|                         | HA− H+ + A2−   | 6.27  | −3.60         | 39.4            |
| H3A = Ácido cítrico     | H3A H2A− + H+  | 3.128 | 4.07          | 13.78           |
|                         | H2A− HA2− + H+ | 4.76  | 2.23          | 24.9            |
|                         | HA2− A3− + H+  | 6.40  | −3.38         | 39.9            |
| HA = Ácido bórico       | HA H+ + A−     | 9.237 | 13.80         | 38.92           |
| H3A = Ácido fosfórico   | H3A H2A− + H+  | 2.148 | −8.00         | 20.26           |
|                         | H2A− HA2− + H+ | 7.20  | 3.60          | 37.5            |
|                         | HA2− A3− + H+  | 12.35 | 16.00         | 54.49           |
| HA− = Hidrógeno sulfato | HA− A2− + H+   | 1.99  | −22.40        | 33.74           |
| H2A = Ácido oxálico     | H2A HA− + H+   | 1.27  | −3.90         | 11.15           |
|                         | HA− A2− + H+   | 4.266 | 7.00          | 31.35           |

| Compuesto        | Equilibrio | pKa    | ΔH° /kJ·mol−1 | −TΔS° /kJ·mol−1 |
| ---------------- | ---------- | ------ | ------------- | --------------- |
| B = Amoníaco     | HB+ B + H+ | 9.245  | 51.95         | 0.8205          |
| B = Metilamina   | HB+ B + H+ | 10.645 | 55.34         | 5.422           |
| B = Trietilamina | HB+ B + H+ | 10.72  | 43.13         | 18.06           |

El primer punto a destacar es que, cuando pKa > 0, la variación de energía de Gibbs estándar para la reacción de disociación también es positiva; esto es, la disociación de un ácido débil no es un proceso espontáneo. Segundo, algunas reacciones son exotérmicas y otras son endotérmicas, pero, cuando ΔH° < 0, el término −TΔS° es el factor dominante, el cual determina que ΔG° > 0. Finalmente, la contribución de la entropía es siempre desfavorable en estas reacciones.
Téngase en cuenta que la variación de energía estándar de la reacción es para los cambios desde los reactivos en sus estados estándar hasta los productos en sus estados estándar. La variación de energía de Gibbs en el equilibrio es cero, ya que los potenciales químicos de reactivos y productos son iguales en el equilibrio.

## Determinación experimental

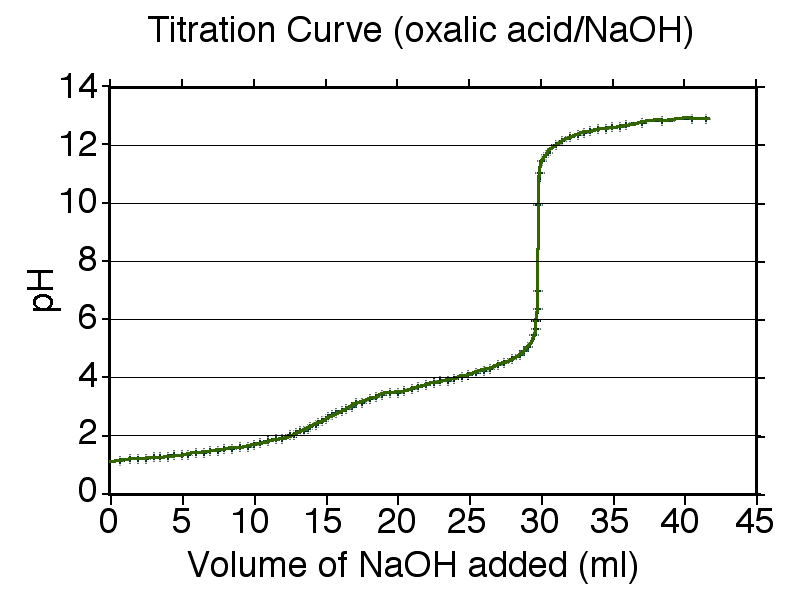
Curva de valoración calculada para el ácido oxálico valorado con una solución de hidróxido de sodio.

La determinación experimental de los valores de pKa se realiza normalmente por medio de valoraciones (o titulaciones) en un medio de alta fuerza iónica y a temperatura constante. Un procedimiento típico podría ser como sigue. Una solución del compuesto en el medio se acidifica con un ácido fuerte hasta el punto en que el compuesto está completamente protonado. La solución se valora entonces con una base fuerte hasta que todos los protones han sido arrancados. En cada punto de la valoración se mide el pH utilizando un electrodo de vidrio y un pH-metro. Las constantes de equilibrio se encuentran ajustando los valores calculados de pH a los valores observados, utilizando el método de mínimos cuadrados.
El volumen total de base fuerte añadida debe ser pequeña comparado con el volumen inicial de solución a valorar, a fin de mantener la fuerza iónica aproximadamente constante. Esto asegurará que pKa permanece invariable durante la valoración.
Un curva de valoración calculada para el ácido oxálico se muestra a la derecha. El ácido oxálico tiene valores de pKa de 1,27 and 4,27. Por lo tanto, las regiones de tamponamiento estarán centradas alrededor de pH 1,3 y pH 4,3. Las regiones de tamponamiento llevan la información necesaria para obtener los valores de pKa así como la variación de las concentraciones del ácido y su base conjugada en una región tampón.
Entre las dos regiones buffer hay un punto final de la valoración o punto de equivalencia, donde el pH se modifica en alrededor de dos unidades. Este punto final no es claro y es típico de un ácido diprótico cuyas zonas de amortiguamiento se superponen un poco: pKa2 - pKa1 es aproximadamente de tres unidades en este ejemplo. (Si la diferencia en los valores de pK fuera de alrededor de dos o menos, el punto final podría no ser detectable.) El segundo punto final comienza cerca de pH 6,3 y es nítido. Esto indica que todos los protones han sido eliminados. Cuando ocurre esto, la solución no está tamponada y el pH se eleva abruptamente con la adición de una pequeña cantidad de base fuerte. Sin embargo, el pH no seguirá aumentando indefinidamente. Una nueva región de tamponamiento comienza alrededor de pH 11 (pKw - 3), que es donde la autoionización del agua se hace importante.
Es muy difícil medir valores de pH menores de dos en solución acuosa con un electrodo de vidrio, porque la ecuación de Nernst deja de servir a valores tan bajos de pH. Para determinar valores de pK de menos de alrededor de 2 o de más de alrededor de 11valores de menos de aproximadamente 2 o más de alrededor de 11 se pueden utilizar medidas espectrofotométricas o RMN en lugar de, o combinadas con, medidas de pH.
Cuando no se puede utilizar el electrodo de vidrio, como en soluciones no acuosas, se utilizan frecuentemente métodos espectrofotométricos. Esto puede incluir medidas de absorbancia o fluorescencia. En ambos casos se supone que la cantidad medida es proporcional a la suma de las contribuciones de cada especie fotoactiva; con las medidas de absorbancia se supone que se aplica la ley de Beer-Lambert.
Las soluciones acuosas con agua normal no se pueden utilizar para medidas de RMN de 1H sino que en su lugar se debe utilizar agua pesada, D2O. Los datos de RMN de 13C, sin embargo, se pueden utilizar con agua normal y los espectros de RMN de 1H se pueden utilizar con medios no acuosos. Las cantidades medidas con RMN son la duración promedio de los desplazamientos químicos, como el intercambio de protones es rápido en la escala de tiempo de RMN, pueden medirse otros desplazamientos químicos, como los de 31P.

### Microconstantes

Espermina.

Una base como la espermina tiene unos pocos sitios diferentes donde puede ocurrir la protonación. En este ejemplo, el primer protón puede ir al grupo -NH2 terminal, o a cualquiera de los grupos -NH- internos. Los valores de pKa para la disociación de la espermina protonada en uno u otro de los sitios son ejemplos de microconstantes. No pueden determinarse directamente mediante medidas de pH, absorbancia, fluorescencia o RMN. Sin embargo, el sitio de protonación es muy importante para las funciones biológicas, así se han desarrollado métodos matemáticos para la determinación de microconstantes.

## Aplicaciones e importancia
El conocimiento de los valores de pKa es importante para el tratamiento cuantitativo de sistemas que implican equilibrios ácido-base en solución. Existen muchas aplicaciones en bioquímica; por ejemplo, los valores de pKa de las cadenas laterales de las proteínas y aminoácidos son de gran importancia para la actividad de las enzimas y la estabilidad de las proteínas. Los valores de los pKa de las proteínas no siempre pueden medirse directamente, pero pueden calcularse utilizando métodos teóricos. Las soluciones tampón se utilizan ampliamente para proporcionar soluciones en o cerca del pH fisiológico para el estudio de reacciones bioquímicas; el diseño de estas soluciones depende de un conocimiento de los valores de los pKa de sus componentes. Soluciones tampón importantes incluyen el MOPS, que proporciona una solución con pH 7.2, y tricina, que se utiliza en electroforesis en gel. El tamponamiento es una parte esencial de la fisiología ácido-base incluyendo la hemostasis ácido-base, y es clave para entender desórdenes tales como el desequilibrio ácido-base. El punto isoeléctrico de una molécula dad es función de sus valores de pK, así diferentes moléculas tienen puntos isoeléctricos diferentes. Esto permite una técnica llamada Isoelectroenfoque, que se utiliza para la separación de proteínas por Electroforesis en gel bidimensional.
Las soluciones tampón también juegan un papel clave en química analítica. Se utilizan cuando hay una necesidad de fijar el pH de una solución a un valor determinado. En comparación con una solución acuosa, el pH de una solución tampón es relativamente insensible a la adición de una pequeña cantidad de ácido fuerte o de base fuerte. La capacidad de tamponamiento de una solución tampón sencilla es mayor cuando el pH = pKa. En la extracción ácido-base, la eficiencia de la extracción de un compuesto en una fase orgánica, tal como un éter, se puede optimizar ajustando el pH de la fase acuosa utilizando un tampón adecuado. En el pH óptimo, la concentración de las especies eléctricamente neutras se maximiza, una especie así es más soluble en disolventes orgánicos que tienen una constante dieléctrica menor que en el agua. Esta técnica se utiliza para la purificación de ácidos y bases débiles.
A indicador de pH es un ácido o base débil que cambia de color en el rango de transición de pH, que es aproximadamente pKa ± 1. El diseño de un indicador universal requiere de una mezcla de indicadores cuyos valores de pKa adyacentes difieren alrededor de dos unidades, de modo que sus rangos de transición de pH se solapan exactamente.
En farmacología la ionización de un compuesto altera su comportamiento físico y sus propiedades macroscópicas, tales como solubilidad y lipofilicidad (log p). Por ejemplo, la ionización de un compuesto aumentará la solubilidad en agua, pero disminuirá la lipofilicidad. Esto se explota en desarrollo de drogas para aumentar la concentración de un compuesto en la sangre ajustando el pKa de un grupo ionizable.
El conocimiento de los valores de pKa es importante para la comprensión de los complejos de coordinación, que se forman por la interacción de un ion metálico, M+, actuando como un ácido de Lewis, con un ligando, L, actuando como base de Lewis. Sin embargo, el ligando también pueden experimentar reacciones de protonación, por lo que la formación de un complejo en solución acuosa podría representarse simbólicamente por la reacción:
[M(H2O)n]m+ +LH  [M(H2O)n−1L](m−1)+ + H3O/sup>C de Pine et al.+
Para determinar la constante de equilibrio de esta reacción, en la que el ligando pierde un protón, debe conocerse el pKa de los ligandos protonados. En la práctica, el ligando puede ser poliprótico, por ejemplo el EDTA4- puede aceptar cuatro protones; en cuyo caso, deben conocerse todos los valores de pKa. Además, el ion metálico está sujeta a hidrólisis, es decir, se comporta como un ácido débil, por lo que los valores de pK para las reacciones de hidrólisis también deben ser conocidos. La evaluación de los riesgos asociados con un ácido o una base requieren un conocimiento de los valores de pKa. Por ejemplo, el cianuro de hidrógeno es un gas muy tóxico, porque el ion cianuro inhibe la enzima que contiene hierro citocromo c oxidasa. El cianuro de hidrógeno es un ácido débil en solución acuosa, con un pKa de cerca de 9. En soluciones fuertemente alcalinas, alrededor de pH 11, se deduce que el cianuro de sodio está "totalmente disociado" de modo que el riesgo debido al gas cianuro de hidrógeno es muy reducido. En solución ácida, por el contrario, es muy peligroso porque todo el cianuro está en forma de ácido. La ingestión de cianuro por vía oral, es potencialmente fatal, independiente del pH, debido a la reacción con la citocromo c oxidasa.
En ciencias del medioambiente los equilibrios ácido–base son importantes para los lagos y ríos; por ejemplo, los ácidos húmicos son componentes importantes de las aguas naturales. Otro ejemplo ocurre en oceanografía química:
en orden a cuantificar la solubilidad del Fe (III) en agua de mar a varias salinidades, se determinaron los valores de pKa para la formación de los productos de hidrólisis del Fe (III), Fe(OH)2+, Fe(OH)2+ y Fe(OH)3, junto con el producto de solubilidad de los hidróxidos de hierro.

## Valores para sustancias comunes
Existen múltiples técnicas para determinar el pK, una de una sustancia química, dando lugar a algunas discrepancias entre distintas fuentes. Así los valores medidos varían típicamente en 0,1 unidades de una a otra. . Los datos presentados aquí se refieren a 25 °C, en agua.
Se pueden encontrar más valores en termodinámica, más arriba.
| Nombre del compuesto químico      | Equilibrio     | pKa   |
| --------------------------------- | -------------- | ----- |
| B = Adenina                       | BH22+ BH+ + H+ | 4.17  |
|                                   | BH+ B + H+     | 9.65  |
| H3A = Ácido arsénico              | H3A H2A− + H+  | 2.22  |
|                                   | H2A− HA2− + H+ | 6.98  |
|                                   | HA2− A3− + H+  | 11.53 |
| HA = Ácido benzoico               | HA H+ + A−     | 4.204 |
| HA = Ácido butanoico              | HA H+ + A−     | 4.82  |
| H2A = Ácido crómico               | H2A HA− + H+   | 0.98  |
|                                   | HA− A2− + H+   | 6.5   |
| B = Codeína                       | BH+ B + H+     | 8.17  |
| HA = Cresol                       | HA H+ + A−     | 10.29 |
| HA = Ácido fórmico                | HA H+ + A−     | 3.751 |
| HA = Ácido fluorhídrico           | HA H+ + A−     | 3.17  |
| HA = Ácido cianhídrico            | HA H+ + A−     | 9.21  |
| HA = Seleniuro de hidrógeno       | HA H+ + A−     | 3.89  |
| HA = Peróxido de hidrógeno (90 %) | HA H+ + A−     | 11.7  |
| HA = Ácido láctico                | HA H+ + A−     | 3.86  |
| HA = Ácido propanoico             | HA H+ + A−     | 4.87  |
| HA = Fenol                        | HA H+ + A−     | 9.99  |
| H2A = L-(+)-ácido ascórbico       | H2A HA− + H+   | 4.17  |
|                                   | HA− A2− + H+   | 11.57 |

## Otras lecturas
- Albert, A.; Serjeant, E.P. (1971). The Determination of Ionization Constants: A Laboratory Manual. Chapman & Hall. ISBN 0412103001.  (Edición anterior publicada como Ionization constants of acids and bases. London (UK): Methuen. 1962.)
- Atkins, P.W.; Jones, L. (2008). Chemical Principles: The Quest for Insight (4th edición). W.H. Freeman. ISBN 1-4292-0965-8.
- Housecroft, C.E.; Sharpe, A.G. (2008). Inorganic chemistry (3rd edición). Prentice Hall. ISBN 0131755536.  (Disolventes no acuosos)
- Hulanicki, A. (1987). Reactions of Acids and Bases in Analytical Chemistry. Horwood. ISBN 0853123306. (editor de traducción: Mary R. Masson)
- Perrin, D.D.; Dempsey, B.; Serjeant, E.P. (1981). pKa Prediction for Organic Acids and Bases. Chapman & Hall. ISBN 041222190X.
- Reichardt, C. (2003). Solvents and Solvent Effects in Organic Chemistry (3rd edición). Wiley-VCH. ISBN 3-527-30618-8. Capítulo 4: Solvent Effects on the Position of Homogeneous Chemical Equilibria.
- Skoog, D.A.; West, D.M.; Holler, J.F.; Crouch, S.R. (2004). Fundamentals of Analytical Chemistry (8th edición). Thomson Brooks/Cole. ISBN 0-03-035523-0.